# Ophiorrhiza puberula
Ophiorrhiza puberula är en måreväxtart som beskrevs av Elmer Drew Merrill. Ophiorrhiza puberula ingår i släktet Ophiorrhiza och familjen måreväxter. Inga underarter finns listade i Catalogue of Life.